# لوريانو راميريز
لوريانو راميريز (مواليد 24 ديسمبر 1965) هو ملاكم من جمهورية الدومينيكان، مثّل بلاده في الألعاب الأولمبية الصيفية 1984.

## روابط خارجية
لوريانو راميريز على موقع أوليمبيديا (الإنجليزية)